# Acianthera bissei
Acianthera bissei é  uma espécie de orquídea (Orchidaceae) que existe em Cuba, antigamente subordinada ao gênero Pleurothallis.

## Publicação e sinônimos
- Acianthera bissei (Luer) Luer, Monogr. Syst. Bot. Missouri Bot. Gard. 95: 253 (2004).

Sinônimos homotípicos:
- Pleurothallis bissei Luer, Lindleyana 14: 108 (1999).